# ぼる塾
ぼる塾（ぼるじゅく）は、吉本興業（東京本社）所属の女性お笑いカルテット。
元々は、猫塾（田辺智加、酒寄希望）としんぼる（きりやはるか、あんり）という別々のコンビだったが、2019年12月7日より2組が合流し正式に4人組として活動を開始。カルテット名はそれぞれのコンビ名の一部を合わせたもの。テレビやYouTubeのコラボ出演はきりや、あんり、田辺が主に担当する。

## メンバー
きりや はるか（1995年1月28日 - ）（30歳）
東京都江戸川区出身。血液型A型。東京都立一橋高等学校（定時制）卒業。
本名：桐谷 晴香（読みは同じ）
しんぼる時代から引き続きボケ担当。立ち位置はトリオでもカルテットでも向かって左端（一時期カルテット時は、左から二番目の時もあった）。メンバーカラーは赤。
愛称は「はるちゃん」。
好きなものはカプセルトイ、フィギュア、クレヨンしんちゃん、2BRO。好きな音楽・アーティストはVOCALOID、初音ミク、plenty、ゴールデンボンバー、マカロニえんぴつ、キュウソネコカミなど。中でもキュウソネコカミは『ラヴィット!』で紹介した際に本人達と対面して涙を流したほどである。
ヘラヘラと笑いながら棒読み気味で喋るのが特徴だが、しんぼる結成初期はハキハキとした若手芸人然とした喋り方であった。かなり毒舌。
平手友梨奈に似ているため、時々モノマネをする。
あんり（1994年10月7日 - ）（30歳）
東京都江戸川区出身。血液型A型。
しんぼる時代から引き続きツッコミ担当。
ネタ作成を酒寄と共同で行っている。
立ち位置はトリオでもカルテットでも向かって右から二番目。メンバーカラーは黄色。
『※注 芸人調べ』（テレビ朝日）にて、父が元暴走族、母が元レディース、兄二人が元ヤンキーであり地元でも有名な存在であることが紹介された。この番組中であんりの彼氏を公募したことがある。
上記に基づく生育環境のためか周囲から恐れられ、イジられることもないまま育ったがNSC時代に講師から「ブスを無駄にするな」と言われたことで、自分の容姿に気付けたという。
ツッコミは毒舌が評判とも言われている。父が普段から荒っぽい口調のため自然と影響を受けたという。
たかぴんア・ラ・モード☆（元ピンタンパン）とルームシェアしていた。
ダウンタウンの浜田雅功に「ダントツで一番好き」とその顔を気に入られている。
田辺 智加（たなべ ちか、1983年10月18日 - ）（41歳）
千葉県市川市行徳出身。血液型O型。
ニックネームは「田辺さん」。
猫塾時代から引き続きボケ担当。立ち位置はトリオでもカルテットでも向かって一番右端。メンバーカラーは青。
亀梨和也の大ファンであり、男性から交際を申し込まれてもそれを理由に断ったことがある。KAT-TUNとしての最後の日となる2025年3月31日に、ぼる塾の公式YouTubeチャンネルにて亀梨とKAT-TUNへの思いと感謝を述べた。
『名探偵コナン』の大ファン。
短大卒業後、東京ディズニーリゾートに勤めていたが、益若つばさに憧れて27歳でギャルサーに入り、29歳でNSCに入学した。
美容や美食に詳しい。デパートの地下街は定期的にチェックをしているという。食べ放題仲間のあんりから食に対する姿勢を評価されている。父親が銀座のとんかつ店に勤めている。
27歳でアニメにハマり、アニメイト池袋本店に通っている。
森本慎太郎の大ファンで、SixTONESのファンクラブに入っている。
酒寄 希望（さかより のぞみ、1988年4月16日 - ）（37歳）
東京都出身。血液型B型。
ぼる塾のリーダーでネタ作り担当。立ち位置は向かって左から二番目（劇場復帰した2022〜2023年は左端だったが、2024年から変更）。
猫塾ではツッコミ担当だったが、現在はフォロー担当。
メンバーカラーは緑。
ネタ作成をあんりと共同で行っている。
『ぼる塾動画』（YouTube）では出演やナレーションを担当している。
「猫塾」結成後に結婚し、ぼる塾の結成当初から産休に入り息子を出産。育休中もネタ作りなどを陰でサポートしてきた。2022年11月に育児休暇から復帰した。

## 略歴
きりやとあんりの2人は同級生で小学生時代からの幼馴染。あんりは高校中退後フリーターとしてアルバイトをしていた。定時制高校（4年制）に通っていたきりやの卒業を待って2014年4月に2人揃って東京NSCに20期生として入学。公式な「しんぼる」の結成年は2016年4月。
一方、東京18期生同士の酒寄と田辺は2012年5月に「猫塾」を結成。
猫塾の2人は、後輩のしんぼるのことをライバル視していたことがあった。一方、しんぼるが伸び悩んでいた頃、これで勝負したい大事なネタを失敗した時に解散が頭に浮かんだことがあった。その後、あんりは限界を感じ、「はるちゃんと友達に戻って、違うことやろう」と、しんぼるを解散して芸人を辞めるつもりだった。最初これに反対していたきりやも了承し、ラストライブをやって解散にしようとするも、しんぼる単体では集客に不安があったため、猫塾に声をかけて2組の合同ライブになった。そのライブタイトルが『ぼる塾』で、現ユニット名は元々ラストライブのタイトルだったという。
一方、猫塾では2019年2月に酒寄が産休・育休に入り、その後は田辺が「猫塾 田辺」としてピン芸人として活動。酒寄が産休に入る前にそのツーマンライブ『ぼる塾』を行うも、酒寄が開催1回目からつわりで出演できなくなり、急遽3人での漫才を披露したところ田辺のくだりで、あんり曰く「しんぼる時代に経験したことのない」ほどの大ウケが来たことで、初めて「辞めたくない」と思うようになり、以後も一緒にやってみようということになった。同年のM-1グランプリではしんぼると即席トリオとして「ぼる塾」を組み出場、3回戦まで進出。
上述のようにこの時、しんぼるとしての漫才はもう最後というつもりで挑んでおり、猫塾に断られたらしんぼるとしても活動できていなかったという。一方、猫塾も「もう辞めよう」と思い吉本の社員と作家に話しに行ったことがあったが、その際に止められながら活動を続けていた。
2019年12月7日、2組が合流しカルテット「ぼる塾」として正式に結成することを発表。合流・結成の理由は「仲が良いから」「4人の方が楽しいから」で、酒寄の育休が明けるまではトリオとして活動。酒寄は育休明けまではテレビ・ライブには出ず、YouTube配信に出演する。今後、誰かが出産を迎えても「いつでも育休OK」のルールを設けており、「福利厚生漫才師」という新しい女性芸人の形を作っていきたいと話している。
2020年9月26日、神保町よしもと漫才劇場のSクラスに昇格。2020年度ブレイクタレントランキングでは10位にランクイン。その勢いは衰えず、2021年度は8位と、2年連続でランクインした。
2020年12月14日、女芸人No.1決定戦 THE Wで初の決勝進出を果たした。しかし、Bブロックの第4試合で吉住（この大会で優勝）から2票しか集められず、惜敗ながらも1stステージで敗退となった。
2022年4月から『ぼる塾初５大都市ツアー～オードブル～』を開催。酒寄は最終の東京公演のみ出演。東京公演ではカルテットネタを初披露した。ボケ田辺、大ボケきりや、ツッコミあんりの中に裏回し役で酒寄が入る形の漫才スタイルに観客と芸人仲間どちらも好評であった。
2023年12月9日、女芸人No.1決定戦 THE Wで3年ぶりの決勝進出を果たした。この大会でぼる塾は酒寄が復帰して以降初の決勝進出となり、1stステージは3番手に登場。あぁ〜しらきに競り勝つも後に登場したエルフに満場一致で敗れ初の最終決戦進出を逃した。2024年大会でも2年連続3回目の決勝進出を果たすが、決勝初出場のやましたに屈し、1stステージ敗退となった。

## 芸風
主に漫才。ネタ前のあいさつでは、きりやとあんりが「小学校からの幼馴染み」と紹介（これは「しんぼる」時代から続けている）、田辺のことをあんりが「私の食べ放題仲間」としたり、またはきりやが田辺の年齢を強調したりというパターンがある。
田辺が猫塾時代から続けている「まぁね～」「はぁ～い」のギャグの他、「はい出たー、○○のタイプー」というセリフも定番となっている。例として、あんりはきりやと友達のように喋っているところで甘えたことを言われると否定するが、田辺がとことん甘やかし、これをあんりが褒めて持ち上げるが結局「自分より11歳年上の田辺」をネタにして毒づき、田辺は「まぁね～」などと返して笑いにつなげていくというパターンがある。
きりやは「空気を読まない言動」と言われている一方で、あんりは、どんなに毒づいてもえびす顔と言われる外見とぽっちゃり体型から嫌なムードにならないとも言われている。また、オチのやりとりも、田辺「あんた達、女の子は○○よ」→2人「はい」→3人「ば〜い」という流れが定番である。
新道竜巳（馬鹿よ貴方は）は、きりやとあんりのしんぼる時代の芸風について「“チャーミング”という理由で許されてしまう、きりやの無神経なセリフ回しに、あんりの少し冷めた感じのツッコミが魅力」と評していたことがある。
大食い・水着・体を張った出演はNGと公言している。

## 賞レースでの成績

### M-1グランプリ
2023年以降は出場していない。
| 年度             | 結果         | エントリー No. | 会場                   | 日程     |
| ---------------- | ------------ | -------------- | ---------------------- | -------- |
| 2019年（第15回） | 3回戦進出    | 830            | ルミネtheよしもと      | 11月10日 |
| 2020年（第16回） | 準々決勝進出 | 960            | NEW PIER HALL          | 11月17日 |
| 2021年（第17回） | 3回戦進出    | 1217           | よしもと有楽町シアター | 10月30日 |
| 2022年（第18回） | 3回戦進出    | 1762           | よしもと有楽町シアター | 10月30日 |

### キングオブコント
| 年度             | 結果         | 会場                                        | 日程    | 備考                                                         |
| ---------------- | ------------ | ------------------------------------------- | ------- | ------------------------------------------------------------ |
| 2023年（第16回） | 準々決勝進出 | 渋谷区文化総合センター大和田 4Fさくらホール | 8月15日 |                                                              |
| 2024年（第17回） | 準々決勝進出 | 渋谷区文化総合センター大和田 4Fさくらホール | 8月15日 |                                                              |
| 2025年（第18回） | 準々決勝進出 | —                                           | —       | あんり・田辺の体調不良により、準々決勝当日に出場辞退を発表。 |

### 女芸人No.1決定戦 THE W
| 年度            | 結果     | 会場       | 日程     |
| --------------- | -------- | ---------- | -------- |
| 2020年（第4回） | 決勝進出 | 日本テレビ | 12月14日 |
| 2023年（第7回） | 決勝進出 | 日本テレビ | 12月9日  |
| 2024年（第8回） | 決勝進出 | 日本テレビ | 12月10日 |

## 出演

### テレビ
現在のレギュラー出演
- ラヴィット!（TBSテレビ、2021年3月29日 - ） - 月曜レギュラー　きりや、あんり、田辺のみ
- ぼる部屋（九州朝日放送、2021年4月2日 - ） - MC　きりや、あんり、田辺のみ
- 坂上&指原のつぶれない店（TBSテレビ） - 不定期レギュラー　きりや、あんり、田辺のみ
- 沼る女の収支報告（テレビ朝日、2024年5月2日 - 5月30日） - MC　田辺のみ

過去のレギュラー出演
- ※注 芸人調べ（テレビ朝日） - しんぼるとして不定期レギュラー出演（2018年9月20日、2018年10月18日、2019年1月10日、2019年1月17日）
- お笑いG7サミット（日本テレビ、2020年7月5日 - 9月27日）きりや、あんり、田辺のみ
- ぼる塾の煩悩ごはん → ぼる塾のいいじゃないキッチン（テレビ朝日、2021年3月31日 - 2022年3月23日） - MC
- ニノさん (日本テレビ、2021年10月 - 2022年3月、2022年11月13日・2022年11月20日) - ニノさんファミリーとして準レギュラー出演　きりや、あんり、田辺のみ

特別番組（MCもしくはメインキャスト）
- 福島中央テレビ開局50周年記念番組 梅沢・かまいたち&しずちゃん・ぼる塾のタンデム自転車で行く福島バラエティロード（福島中央テレビ制作・日本テレビ系列全国ネット） - 2020年9月5日　きりや、あんり、田辺のみ

- 鉄オタ選手権 （NHK BS、2023年） - きりや、あんり、田辺のみ
  - 12月1日 - BS鉄道番組大集合の陣! 難問珍問に鉄オタメンバーが挑む!
  - 12月8日 - 都営交通の陣! 都電荒川線貸し切り乗車! 秘密の連絡線に潜入!

### ラジオ
- マイナビ Laughter Night（TBSラジオ）
  - ぼる塾として2020年1月24日初オンエア[55]、今週の一番・1月度月間チャンピオン[56]。猫塾としても2016年8月13日に、しんぼるとしても2019年12月27日にそれぞれ「今週の一番」に選ばれる[57][58]。
- 大竹まこと ゴールデンラジオ!（2020年5月28日、文化放送）
- イマドキッ ドゥフドゥフナイト（2021年10月6日 - 、MBSラジオ）きりや、あんり、田辺のみ
- TOKYO SPEAKEASY（2022年4月6日、TOKYO FM）‐ 酒寄、あんりのみ[59]

### CM
- 正直屋「ぼる塾 ストレートトーク篇」（2021年）- きりや、あんり、田辺のみ[60]
- SMBCコンシューマーファイナンス「プロミス」（2024年4月20日）- きりや、あんり、田辺のみ
- Softbank「トビデル」（2024年9月5日）[61]

## ライブ
特別な記載がない限り会場は「神保町よしもと漫才劇場」

### 主催ライブ
■ 2019年
- 12月7日（土）：「ぼる塾」
  - 種類：ライブ（結成ライブ）
  - 会場：無限大ドームⅡ
  - 配信：なし
  - ゲスト：田畑藤本・田畑（MC）

■ 2020年
- 11月26日（木）：「2キロのからあげ」
  - 種類：単独ライブ
  - 配信：なし
  - ゲスト：なし

■ 2021年
- 2月1日（月）:「はるちゃん最強MC伝説」
  - 種類：企画ライブ
  - 配信：あり
  - ゲスト：9番街レトロ・京極、ナイチンゲールダンス・ヤス、令和ロマン・高比良くるま（ぼる塾はきりや、あんり、田辺のみ出演）

- 4月22日（木）：「茄子の味噌炒め」
  - 種類：企画ライブ（当初単独ライブの予定だったが緊急事態宣言を受け無観客となった為企画ライブに変更）
  - 配信：あり（無観客）
  - ゲスト：なし
- 6月26日（土）：「マカロニサラダ」
  - 種類：単独ライブ
  - 配信：なし
  - ゲスト：なし
- 7月31日（土）：「いなり寿司」
  - 種類：トークライブ
  - 配信：あり
  - ゲスト：ゆにばーす
- 8月21日（土）：「森のグラタン」
  - 種類：単独ライブ
  - 配信：なし
  - ゲスト：なし
- 9月25日（土）：「コールスロー」
  - 種類：トークライブ
  - 配信：あり
  - ゲスト：そいつどいつ
- 10月30日（土）：「餃子」
  - 種類：単独ライブ
  - 配信：なし
  - ゲスト：なし
- 11月27日（土）：「キムチチャーハン」
  - 種類：トークライブ
  - 配信：あり
  - ゲスト：おかずクラブ
- 12月24日（金）：「あんり・はるちゃん監修 田辺推し-1グランプリ 〜クリスマスに田辺を落とせるのは誰だ〜」
  - 種類：企画ライブ
  - 配信：あり
  - ゲスト：令和ロマン・松井ケムリ、オドるキネマ・南、オフローズ・明賀、アケガラス・キング、サンタモニカ・マイム、金魚番長・箕輪（ぼる塾はきりや、あんり、田辺のみ出演）

■ 2022年
- 1月23日（日）：「ちらし寿司」
  - 種類：トークライブ
  - 配信：あり
  - ゲスト：レインボー
- 3月12日（土）：「ホームベーカリー」
  - 種類：企画ライブ
  - 配信：あり
  - ゲスト：ドンデコルテ・渡辺（MC）
- 4月9日（土）：「ぼる塾初5大都市ツアー オードブル in 福岡」
  - 種類：単独ライブ
  - 会場：よしもと福岡 大和証券／CONNECT劇場
  - 配信：なし
  - ゲスト：なし（ぼる塾はきりや、あんり、田辺のみ出演）
- 4月23日（土）：「ぼる塾初5大都市ツアー オードブル in 名古屋」
  - 種類：単独ライブ
  - 会場：大須演芸場
  - 配信：なし
  - ゲスト：なし（ぼる塾はきりや、あんり、田辺のみ出演）
- 5月14日（土）：「ぼる塾初5大都市ツアー オードブル in 札幌」
  - 種類：単独ライブ
  - 会場：サツゲキ
  - 配信：なし
  - ゲスト：なし（ぼる塾はきりや、あんり、田辺のみ出演）
- 5月21日（土）：「ぼる塾初5大都市ツアー オードブル in 大阪」
  - 種類：単独ライブ
  - 会場：よしもと祇園花月
  - 配信：なし
  - ゲスト：なし（ぼる塾はきりや、あんり、田辺のみ出演）
- 5月27日（金）：「ぼる塾初5大都市ツアー オードブル in 東京」
  - 種類：単独ライブ
  - 会場：ルミネtheよしもと
  - 配信：あり
  - ゲスト：なし（東京公演のみ酒寄も出演）
- 6月4日（土）：「もんじゃ」
  - 種類：企画ライブ（オードブル振り返りトーク）
  - 配信：あり
  - ゲスト：なし
- 7月23日（土）：「さよならルームシェアシスターズ！家具争奪戦バトル」
  - 種類：企画ライブ
  - 配信：あり
  - ゲスト：なし
- 8月28日（日）：「ピザパーティー」
  - 種類：単独ライブ
  - 配信：なし
  - ゲスト：なし
- 9月29日（木）：「ショートケーキ」
  - 種類：企画ライブ
  - 配信：あり
  - ゲスト：オダウエダ
- 10月9日（日）：「ワッフル」
  - 種類：企画ライブ
  - 配信：あり
  - ゲスト：なし
- 11月26日（土）：「牛丼」
  - 種類：単独ライブ
  - 配信：なし
  - ゲスト：なし
- 12月23日（金）：「カレー」
  - 種類：企画ライブ
  - 配信：なし
  - ゲスト：ドンデコルテ（ぼる塾はあんり休演）

■ 2023年
- 1月22日（日）:「盃」 
  - 種類：企画ライブ
  - 配信：あり
  - ゲスト：ドンデコルテ
- 2月26日（日）:「チャイ」
  - 種類：企画ライブ
  - 配信：あり
  - ゲスト：TEAM BANANA・藤本（TEAM BANANAの山田は休演）
- 3月26日（日）:「パン」
  - 種類：企画ライブ
  - 配信：あり
  - ゲスト：コットン
- 4月22日（土）:「寿司」
  - 種類：単独ライブ
  - 配信：なし
  - ゲスト：なし
- 5月28日（日）:「魔法のカレー」
  - 種類：企画ライブ
  - 配信：あり
  - ゲスト：大自然
- 6月25日（日）:「北極」
  - 種類：企画ライブ
  - 配信：あり
  - ゲスト：キンボシ
- 7月22日（土）:「ミルクレープ」
  - 種類：企画ライブ
  - 配信：あり
  - ゲスト：ブラゴーリ、サンタモニカ
- 8月5日（土）:「食卓 in 福岡」
  - 種類：単独ライブ（酒寄休演の為、内容を変更）
  - 配信：なし
  - 会場：よしもと福岡 大和証券／CONNECT劇場
  - ゲスト：なし（ぼる塾は酒寄休演）
- 8月18日（金）:「ポップコーン」 
  - 種類：企画ライブ
  - 配信：あり
  - ゲスト：ヨネダ2000
- 8月26日（土）:「食卓 in 東京」
  - 種類：単独ライブ
  - 配信：あり
  - 会場：ルミネtheよしもと
  - ゲスト：なし
- 9月30日（土）:「焼きそば」
  - 種類：企画ライブ（旧ルームシェアシスターズの出禁解除をかけたバトルライブ）
  - 配信：あり
  - ゲスト：なし
- 10月21日（土）:「デパ地下惣菜」 
  - 種類：企画ライブ
  - 配信：あり
  - ゲスト：スパイク
- 11月25日（土）:「葡萄大福」
  - 種類：企画ライブ
  - 配信：あり
  - ゲスト：ワラバランス
- 12月27日（水）:「ドライフルーツ」
  - 種類：企画ライブ
  - 配信：あり
  - ゲスト：紅しょうが

■ 2024年
- 1月27日（土）「甘納豆」
  - 種類：企画ライブ
  - 配信：あり
  - ゲスト：男性ブランコ
- 2月6日（火）「お好み焼きと焼きそば」
  - 種類：企画ライブ
  - 配信：あり
  - ゲスト：ダンビラムーチョ
- 3月14日（木）「チーズタッカルビ」
  - 種類：企画ライブ
  - 配信：あり
  - ゲスト：やさしいズ、エルフ（ぼる塾はあんり、田辺休演）
- 4月17日（水）「ソーキそば」
  - 種類：企画ライブ
  - 配信：あり
  - ゲスト：ケビンス、シンクロニシティ
- 5月22日（水）「ブレックファスト」
  - 種類：企画ライブ
  - 配信：あり
  - ゲスト：バビロン、ナイチンゲールダンス（ぼる塾はあんり休演）
- 6月23日（日）「ホルモン焼き」
  - 種類：企画ライブ
  - 配信：あり
  - ゲスト：シシガシラ、エバース
- 7月27日（土）「引っ越しピザ」
  - 種類：企画ライブ
  - 配信：あり
  - ゲスト：Everybody、狛犬
- 9月10日（火）「ぼる塾秋の大運動会」
  - 種類：企画ライブ
  - 配信：あり
  - ゲスト：鈴木バイダン（MC）
- 10月23日（水）「爆食モンスターズ生誕祭」
  - 種類：企画ライブ
  - 配信：あり
  - ゲスト：鈴木バイダン（MC）
- 11月28日（木）「激辛麺」
  - 種類：企画ライブ
  - 配信：あり
  - ゲスト：ウォンバット
- 12月15日（日）「ぼる塾のクリスマス会」
  - 種類：企画ライブ
  - 配信：あり
  - ゲスト：鈴木バイダン（MC）（ぼる塾は田辺休演）
- 12月28日（土）「ぼる塾大忘年会2024」
  - 種類：企画ライブ
  - 会場：よしもと幕張イオンモール劇場
  - 配信：あり
  - ゲスト：なし

■ 2025年
- 1月18日（土）「コーヒーゼリー」
  - 種類：企画ライブ
  - 配信：あり
  - ゲスト：スカチャン、ゼロカラン
- 2月22日（土）「ルーローハン」
  - 種類：企画ライブ
  - 配信：あり
  - ゲスト：サンシャイン、兄弟
- 3月9日（日）「出前寿司」
  - 種類：企画ライブ
  - 配信：あり
  - ゲスト：トット
- 3月29日（土）「〜新ネタ＆トークライブ〜あんりと田辺さんとはるちゃん」
  - 種類：企画ライブ
  - 会場：ヨシモト∞ドームⅠ
  - 配信：あり
  - ゲスト：なし（ぼる塾はきりや、あんり、田辺のみ出演）
- 3月29日（土）「ぼる塾酒寄の度胸をつけるライブ」
  - 種類：企画ライブ
  - 会場：ヨシモト∞ドームⅠ
  - 配信：あり
  - ゲスト：素敵じゃないか・柏木（MC）、ワラバランス・盛田、レインボー・ジャンボ、そいつどいつ・市川刺身（ぼる塾は酒寄のみ出演）
- 4月13日（日）「ぼる塾 in 幕張」
  - 種類：企画ライブ
  - 会場：よしもと幕張イオンモール劇場
  - 配信：あり
  - ゲスト：なし
- 5月10日（土）「ぼる塾 in 新宿」
  - 種類：企画ライブ
  - 会場：新宿シアターモリエール
  - 配信：あり
  - ゲスト：なし
- 6月7日（土）「フードコート in 東京」
  - 種類：単独ライブ
  - 会場：ルミネtheよしもと
  - 配信：あり
  - ゲスト：なし
- 6月14日（土）「フードコート in 福岡」
  - 種類：単独ライブ
  - 会場：よしもと福岡大和証券劇場
  - 配信：なし
  - ゲスト：なし

### ユニットライブ
- 「ユニットライブ４３２１！」
  - ぼる塾（カルテット）、オフローズ（トリオ）、世間知らズ（コンビ）、鈴木バイダン（ピン）の4組によるユニットライブ。前半各組がネタを1本ずつ披露し、後半は全員でコーナー企画を行う

| 回    | 開催日              | 開始時間 | コーナー企画名                                   |
| ----- | ------------------- | -------- | ------------------------------------------------ |
| 第1回 | 2023年12月4日（月） | 19:00    | 今後やっていきたい事を話し合おう                 |
| 第2回 | 2024年3月2日（土）  | 21:00    | どこがお得か体験しよう！                         |
| 第3回 | 2024年6月23日（日） | 16:00    | 出張版！爆食モンスターズの食べ放題仲間を増やそう |
| 第4回 | 2024年8月28日（水） | 21:00    | 田辺さん、これ流行らせて！                       |
| 第5回 | 2024年10月3日（木） | 19:00    | チカラを合わせろ！田辺ンジャーズ                 |
| 第6回 | 2025年1月15日（水） | 21:00    | チカラを合わせろ！田辺ンジャーズ（二回目）       |

- 「ピクニック」
  - BSフジにて放送された冗談騎士にて合同コントをした事をきっかけにスタートした男性ブランコとぼる塾の二組によるトークライブ。本来、事前にロケ(ピクニック)を行い、その写真を見ながらトークをするという趣旨のライブの予定だったが、緊急事態宣言などご時世的に外出が難しかった為、その趣旨のライブが実現したのは第４回目からとなった。
  - 会場は全て「よしもと有楽町シアター」。第3回を除き有観客＋配信

| 回    | タイトル           | 開催日               | 外出先・備考                 |
| ----- | ------------------ | -------------------- | ---------------------------- |
| −     | コントが生まれた日 | 2020年9月10日（木）  | 前身となったライブ           |
| 第1回 | ピクニック         | 2020年11月21日（土） | −                            |
| 第2回 | ピクニック         | 2021年2月4日（木）   | −                            |
| 第3回 | ピクニック         | 2021年5月11日（火）  | 無観客配信                   |
| 第4回 | ピクニック         | 2021年8月10日（火）  | 吉祥寺                       |
| 第5回 | ピクニック         | 2021年11月9日（火）  | 鴨川シーワールド             |
| 第6回 | ピクニック         | 2022年2月9日（水）   | 横浜中華街（田辺ロケ不参加） |
| 第7回 | ピクニック         | 2022年5月11日（水）  | お台場（あんりロケ不参加）   |
| 第8回 | ピクニック         | 2022年8月9日（火）   | 豊洲（BBQ場）                |

### ソロライブ及びグループ内ユニットライブ
- 爆食モンスターズ「爆食モンスターズの食べ放題仲間を増やそう」
  - 爆食モンスターズが後輩をゲストに呼び、食の趣味が合うかをジャッジ。見事合格した場合、見事を食べ放題仲間に認定され、一緒に食事に行くことができる

| 回 | 開催日             | ゲスト         | 食べ放題仲間認定 |
| -- | ------------------ | -------------- | ---------------- |
| ①  | 2022年12月24日(土) | もえ           | 〇（仲間入り）   |
| ②  | 2023年5月20日(土)  | シノブ         | 〇（仲間入り）   |
| ③  | 2023年12月4日(月)  | インテイク     | ✕（不合格）      |
| ④  | 2024年3月2日(土)   | 狛犬           | 〇（仲間入り）   |
| ⑤  | 2024年7月11日(木)  | 定点計画       | ✕（不合格）      |
| ⑥  | 2024年8月11日(日)  | おふろ         | ✕（不合格）      |
| ⑦  | 2025年3月2日(日)   | ニコミハジメテ | 〇（仲間入り）   |

- ネタ作りボンバーズ「ティファニーじゃないけど朝食を」
  - ぼる塾のネタ作り担当の二人がここでしか話せないあんな事やこんな事を話すライブ。３部構成で、まずはフリートーク、次にテーマトーク、最後にその日のトークを元にしたネタを即興で作成し、二人四役で実演する

| 回 | 開催日         | タイトル                       | 備考                                                    |
| -- | -------------- | ------------------------------ | ------------------------------------------------------- |
| -  | 2022年3月5日   | お茶漬け                       | 前身となるライブ あんりソロトークライブでゲスト酒寄希望 |
| ①  | 2022年6月19日  | ティファニーじゃないけど朝食を | 正式シリーズ初回                                        |
| ②  | 2023年1月21日  | ティファニーじゃないけど朝食を |                                                         |
| ③  | 2023年5月7日   | ティファニーじゃないけど朝食を |                                                         |
| ④  | 2023年11月15日 | ティファニーじゃないけど朝食を |                                                         |
| ⑤  | 2024年2月28日  | ティファニーじゃないけど朝食を |                                                         |
| ⑥  | 2024年4月10日  | ティファニーじゃないけど朝食を |                                                         |
| ⑦  | 2024年6月3日   | ティファニーじゃないけど朝食を |                                                         |
| ⑧  | 2024年10月3日  | ティファニーじゃないけど朝食を |                                                         |

- きりやはるか
  - ソロライブを何パターンか開催しており、その中でもきりや自身が英語の得意な後輩芸人から英語を学ぶ「えいえいご」は複数回、実施されている

※(定期的に行われ実施回数も多い「この子がイチオシ！」に関しては別項にてまとめ)
- - 2022年2月5日（土）「はるちゃんと遊ぼう！」
    - MC：ぼる塾・きりやはるか
    - 出演者：エバース・町田、オドるキネマ・南、9番街レトロ・なかむら、サンタモニカ・マイム、令和ロマン・高比良くるま

  - 2023年2月18日（土）「はるちゃんに教えて！楽しくえいえいご」➀
    - MC：鈴木バイダン
    - 出演者：まんぷくユナイテッド・松下、サンタモニカ・ポール、マイファザー・るん

  - 2023年5月14日（日）「えいえいご！〜シンガポール行ってきました〜」➁
    - MC：鈴木バイダン
    - 出演者：まんぷくユナイテッド・松下、サンタモニカ・ポール、マイファザー・るん

  - 2024年1月7日（日）「君たちはどうツッコむのか」
    - MC：ぼる塾・きりやはるか、ブラゴーリ
    - 出演者：オダウエダ・植田、素敵じゃないか・吉野、9番街レトロ・なかむら、超平和万博・和田、ネイチャーバーガー・三浦、太鵬・太朗、ナイチンゲールダンス・ヤス、令和ロマン・松井、ゼロカラン・ワキ

  - 2024年5月18日（土）「はるちゃんに教えて！楽しくえいえいご」➂
    - MC：鈴木バイダン
    - 出演者：とらふぐ・田端、まんぷくユナイテッド・松下、サンタモニカ・ポール、マイファザー・るん

  - 2024年7月24日（水）「はるちゃんに教えて！楽しくえいえいご」➃
    - MC：鈴木バイダン
    - 出演者：とらふぐ・田端、まんぷくユナイテッド・松下、サンタモニカ・ポール、マイファザー・るん

- はるちゃん＆たかしのこの子がイチオシ！〜たかしさん！いい女芸人いますよ〜
  - 開催日や開催時間は一定ではないものの毎月開催されたという点で他のユニットライブやソロライブとは一線を画す
  - 吉本興業に多数存在する若手女性芸人を、女性アイドルを見る目は一流のトレンディエンジェルたかしに紹介し広めてもらおうというライブ

※MC：ぼる塾・きりやはるか、トレンディエンジェル・たかし（番外編①・②を除く）
※会場：ヨシモト∞ドームⅡ
| 回数                        | 開催日     | 開演時間 | トークテーマ                           | 出演者 |
| --------------------------- | ---------- | -------- | -------------------------------------- | --- |
| 第1回                       | 2023-05-02 | 16:00    | ―                                      | リクチマキ、麦、ひぐちこうめ                                                                                  |
| 第2回                       | 2023-06-06 | 17:00    | ―                                      | リクチマキ、吉良莉英、ぼあき。、アサダ                                                                        |
| 第3回                       | 2023-07-25 | 16:00    | ―                                      | リクチマキ、おばあちゃん、いぜん                                                                              |
| 第4回                       | 2023-08-01 | 16:00    | この手の女子はちょっと苦手             | リクチマキ、アサダ、ぼあき。、麦、ひぐちこうめ                                                                |
| 第5回                       | 2023-09-12 | 16:00    | こういうところに気づいて欲しい         | LLR・福田、リクチマキ、麦、ひぐちこうめ、ぼあき。                                                             |
| 第6回                       | 2023-10-10 | 17:00    | 女の子のこういうところがカワイイ       | リクチマキ、麦、ひぐちこうめ、アサダ、ぼあき。、ネオバランス                                                  |
| 第7回                       | 2023-11-02 | 16:00    | こういう行動をとる男子が苦手           | リクチマキ、麦、ひぐちこうめ、アサダ、ぼあき。、定点計画                                                      |
| 番外編①                     | 2023-12-07 | 17:00    | 惚れてまうやろってどんな時？           | リクチマキ、麦・えり子、アサダ、ぼあき。 MC：ぼる塾・きりや、LLR・福田                                        |
| 第8回                       | 2024-01-17 | 16:00    | あなたを目指してます！憧れの女性芸能人 | リクチマキ、ひぐちこうめ、アサダ、えり子、かな、ぼあき。、ニコミハジメテ                                      |
| 第9回                       | 2024-02-15 | 17:00    | バレンタインデーの思い出教えて！       | リクチマキ、かな、ひぐちこうめ、アサダ、ぼあき。、渚ノウタ                                                    |
| 第10回                      | 2024-03-25 | 21:00    | こんな企画ライブをやりたい             | リクチマキ、かな、えり子、ひぐちこうめ、アサダ、ぼあき。、マンタの子                                          |
| 第11回                      | 2024-04-24 | 17:00    | この人に会いたい                       | リクチマキ、ひぐちこうめ、アサダ、ぼあき。、いぜん                                                            |
| 第12回                      | 2024-05-14 | 16:00    | 男社会だなぁって感じる時は？           | リクチマキ、かな、ひぐちこうめ、アサダ、ぼあき。、鯱鉾ダイナソー                                              |
| 第13回                      | 2024-06-27 | 21:00    | 自慢しちゃっていいですか？             | リクチマキ、かな、ひぐちこうめ、アサダ、ぼあき。、松平                                                        |
| 第14回                      | 2024-07-03 | 16:00    | これが私のマイブーム                   | リクチマキ、かな、ひぐちこうめ、アサダ、ぼあき。、茶々                                                        |
| 第15回                      | 2024-08-08 | 21:00    | 男性家族にひとこと                     | リクチマキ、かな、ひぐちこうめ、アサダ、ぼあき。、ご家族                                                      |
| 第16回                      | 2024-09-05 | 21:00    | 夏休みの思い出教えて！                 | リクチマキ、かな、ひぐちこうめ、アサダ、ぼあき。、もしもし☆コールミーテレフォン                               |
| 第17回                      | 2024-10-02 | 21:00    | 一度は行ってみたい国教えて！           | リクチマキ、かな、ひぐちこうめ、アサダ、ぼあき。、マシン語感                                                  |
| 第18回                      | 2024-11-08 | 16:00    | 人生の一冊                             | リクチマキ、ひぐちこうめ、アサダ、ぼあき。、菅井美有                                                          |
| 第19回                      | 2024-12-12 | 16:00    | クリスマスの思い出教えて！             | 東京バンビ、かな、ひぐちこうめ、アサダ、ぼあき。、いちばんかわいい                                            |
| 第20回                      | 2025-01-27 | 19:00    | 受験勉強どうしてた？                   | 東京バンビ、かな、ひぐちこうめ、アサダ、ぼあき。、とりせん                                                    |
| 第21回                      | 2025-02-14 | 16:00    | ドンびきプレゼント                     | 東京バンビ、アサダ、ぼあき。、キラークイーン                                                                  |
| 番外編②（熊ちゃん＆たかし） | 2025-03-10 | 16:00    | 卒業式の思い出教えて！                 | 東京バンビ、ひぐちこうめ、アサダ、ぼあき。、恒星ボカン MC：ガリットチュウ・熊谷、トレンディエンジェル・たかし |
| 第22回（最終回）            | 2025-05-19 | 21:00    | 30期の4組を紹介トーク                  | 東京バンビ、ひぐちこうめ、アサダ、ぼあき。、いぼころ☆、たまきしおり、ちばれみ、まろやか                       |

- かなでとあんり「恋バナ」
  - ３時のヒロイン・かなでとぼる塾・あんりの仲良し同期二人によるトークライブ。元々はインスタライブでやっていたものの劇場版。自分たちの恋バナをするのはもちろん、お客様からも恋バナを募集。ここだけの話にしたいので基本、配信は行わない(一部除く)。会場はいずれもヨシモト∞ドーム ステージⅠ。

| 回    | 開催日               | 開演時間 | 終演時間 | 備考                             |
| ----- | -------------------- | -------- | -------- | -------------------------------- |
| 第1回 | 2021年12月17日（金） | 20:00    | 21:00    |                                  |
| 第2回 | 2022年10月10日（月） | 20:00    | 21:00    |                                  |
| 第3回 | 2023年2月12日（日）  | 19:00    | 20:30    |                                  |
| 第4回 | 2023年7月7日（金）   | 20:30    | 22:00    |                                  |
| 第5回 | 2023年12月7日（木）  | 17:30    | 19:30    | ゲスト：しずる・村上純、配信あり |
| 第6回 | 2024年6月23日（日）  | 11:30    | 13:00    |                                  |
| 第7回 | 2024年10月18日（金） | 17:00    | 18:30    |                                  |
| 第8回 | 2024年12月24日（火） | 21:00    | 22:30    |                                  |
| 第9回 | 2025年3月23日（日）  | 20:00    | 21:30    |                                  |

備考：第3回以降は全て90分公演。第5回のみ2時間公演かつ配信あり。
- あんり・さおり・鈴子「神田一丁目たまり酒場」
  - ぼる塾・あんり主催で後輩ゲストを呼ぶトークライブ。レギュラーはあんりと同期の世間知らズ・さおりと鈴子(鈴木バイダン)。あんりとさおりが常連客として鈴子の経営する酒場に入りびたってるところにゲストの後輩芸人がやってくるところからライブは始まる。会場はいずれも神保町よしもと漫才劇場。配信あり。

| 回    | 日付           | 開演時間 | ゲスト           |
| ----- | -------------- | -------- | ---------------- |
| 第1回 | 2023年12月17日 | 21:00    | エルフ           |
| 第2回 | 2024年4月30日  | 18:00    | ビュート         |
| 第3回 | 2024年5月12日  | 18:30    | シンクロニシティ |

## 書籍
- ぼる塾『ぼる塾の毎日「まぁねー」 日めくり』ワニブックス、2021年4月24日。ISBN 978-4-8470-7044-0。
- 田辺智加『あんた、食べてみな！ ぼる塾 田辺のスイーツ天国』マガジンハウス、2021年10月18日。ISBN 978-4-8387-3185-5。
- 酒寄希望『酒寄さんのぼる塾日記』ワニブックス、2021年12月17日。ISBN 978-4-8470-7130-0[62]。
- ぼる塾『思い、思われ、食べ、ぼる塾。』小学館、2022年10月13日。ISBN 978-4-09-388879-0。
- 酒寄希望『酒寄さんのぼる塾生活』ワニブックス、2023年02月27日。ISBN 978-4-8470-7280-2
- 酒寄希望『酒寄さんのぼる塾晴天！』ワニブックス、2024年09月12日。ISBN 978-4-8470-7491-2
- きりやはるか『ぼる塾5周年記念アルバム「#大好き」』太田出版、2025年02月17日。ISBN 978-4-7783-4022-3
- ぼる塾『ぼる部屋「福岡おいしいもの図鑑」』宝島社、2025年06月17日。ISBN 978-4-299-06209-3